# MG3通用機槍

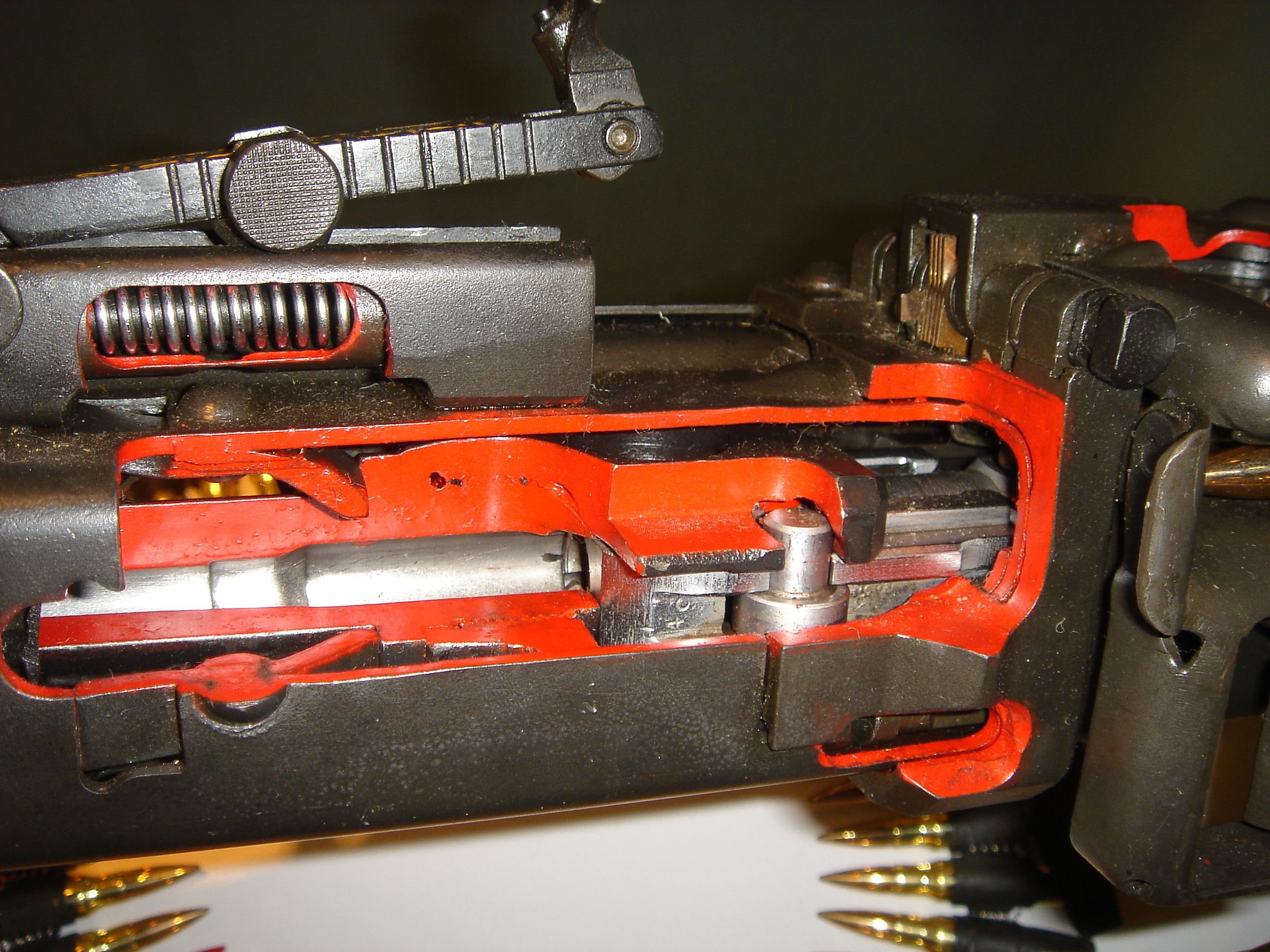
MG42及MG3的滾軸式閉鎖槍機系統

MG3是德國萊茵金屬所生產的彈鏈供彈通用機槍，以二戰德國的7.92×57毫米MG42通用機槍改為北約7.62×51毫米口徑而成。

## 歷史
最早期的MG3是按德國聯邦國防軍的要求，由萊茵金屬在1958年以二戰時德國的MG42為藍本，改為7.62×51毫米北約口徑作生產的版本，名為MG1；其後再將瞄準具修改以合乎7.62×51毫米北約子彈的彈道及改用鍍鉻槍管，命名為MG1A1（又名MG42/58）。
MG1A1的改良版本為1959年的MG1A2（MG42/59），主要改為較重的擊鎚（950克，原為550克）、加入新式環形緩衝器以對應美國的M13彈鏈及DM1彈鏈。再後來的又加入槍口制退裝置、改良兩腳架及擊鎚，命名為MG1A3；而以沿用的MG42直接改裝成7.62×51毫米北約的版本名為MG2。
至1968年，MG3正式投產；相比MG1A3，MG3改良了供彈系統的運作，使其可同時使用當時美軍制式的可分離式金屬彈鏈M13與德軍制式的連結式金屬彈鏈DM11，亦加入防空用的瞄準照門，部份零件仍可與原MG42互換。
MG3在超過30個國家使用，合法授權生產的包括意大利、西班牙（MG42/59）、巴基斯坦（MG1A3）、希臘、伊朗、蘇丹及土耳其。

## 設計
MG3以鋼板壓制方式生產，採用後座力槍管後退式（管退式）作用運作，內有一對滾軸的滾軸式閉鎖槍機系統，這種設計令槍管在發射時會不斷水平來回移動，當槍管移至機匣內部到盡時，閉鎖會開啟，在MG3的槍管進行連續射擊時，這個過程會在槍管護套內不斷地快速重覆，此系統屬於一種全閉鎖系統，而槍管亦會溢出射擊時的瓦斯，並在槍口四周呈星形噴出，在夜間容易產生巨大的射擊火焰。MG3只能全自動發射，當開啟保險制時擊鎚會鎖定，無法釋放。
MG3的供彈位置在機匣左面，以DM1不可散式彈鏈、M13或DM6可散式彈鏈供彈，而在輕機槍模式時，會將100發彈鏈裝進彈鼓內並裝在機匣左面。安裝彈鏈時須打開頂部機匣蓋，再將彈鏈前端的引導帶放進機匣內，再由退殼口拉出並把首發子彈對正位置，關閉機匣蓋再拉動拉機柄才可完成整個步驟。MG3採用可快速更換的鍍鉻槍管，膛線為4條右旋、纏距為305毫米，更換槍管須打開護木（槍管套）右面近機匣位置的護木蓋，如果在射擊後更換槍管則需要戴上專用的耐熱手套。而當槍管裝回護木時對正原有位置，因此它的槍口裝置獨立於槍管而位於護木末端，並有消焰制退及後座緩衝功能。
MG3的槍托以聚合物料制造，護木下方裝有兩腳架及採用射程可調的開放式照門（200米至1,200米），機匣頂部亦有一個防空用的照門。當加裝三腳架（德語名為）作陣地固定式機槍時，會加裝一具機槍用望遠式瞄準鏡作長程瞄準用途。

## 衍生型

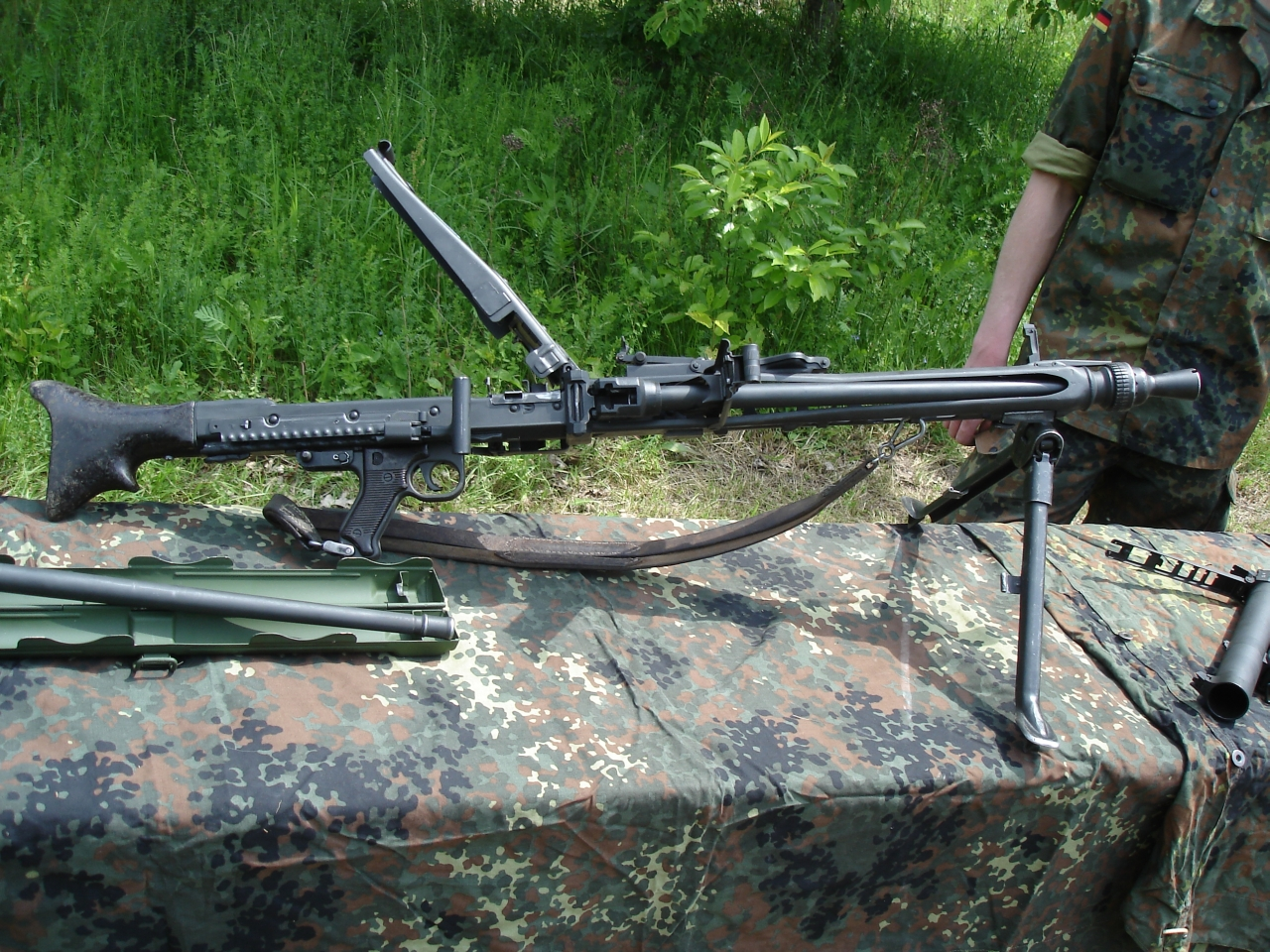
不完全分解後的MG3

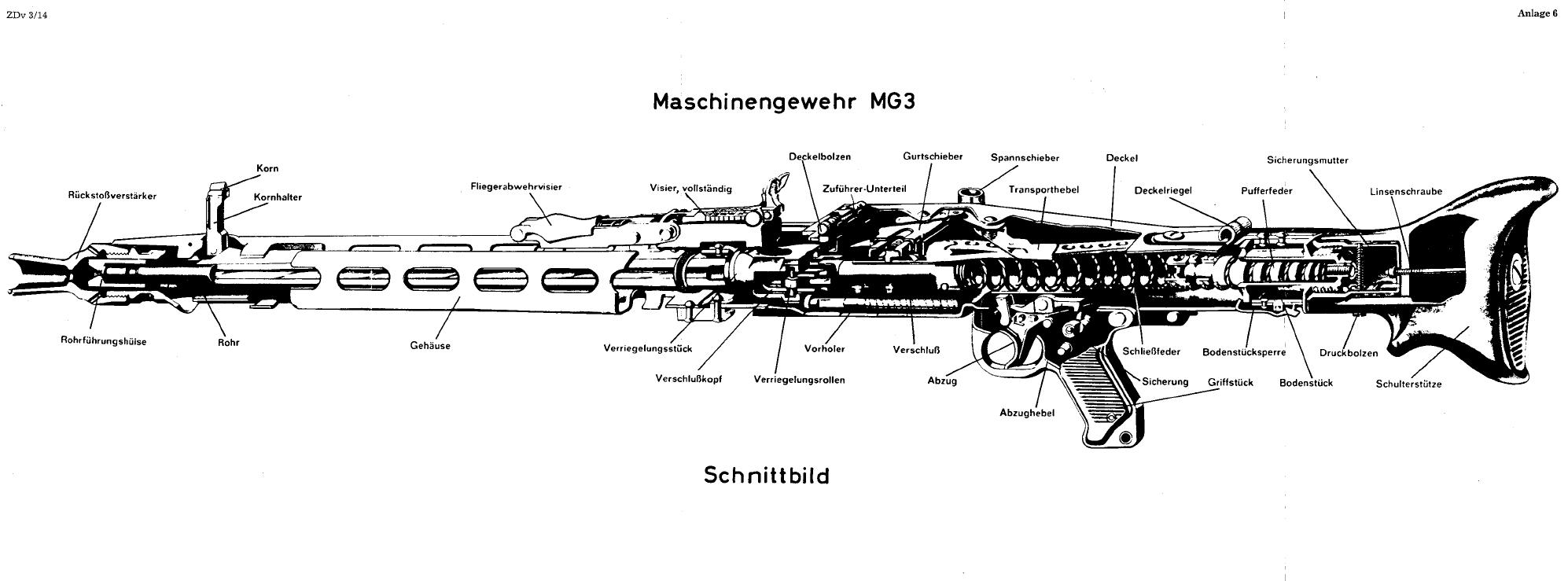
MG3的部件介紹（德語）

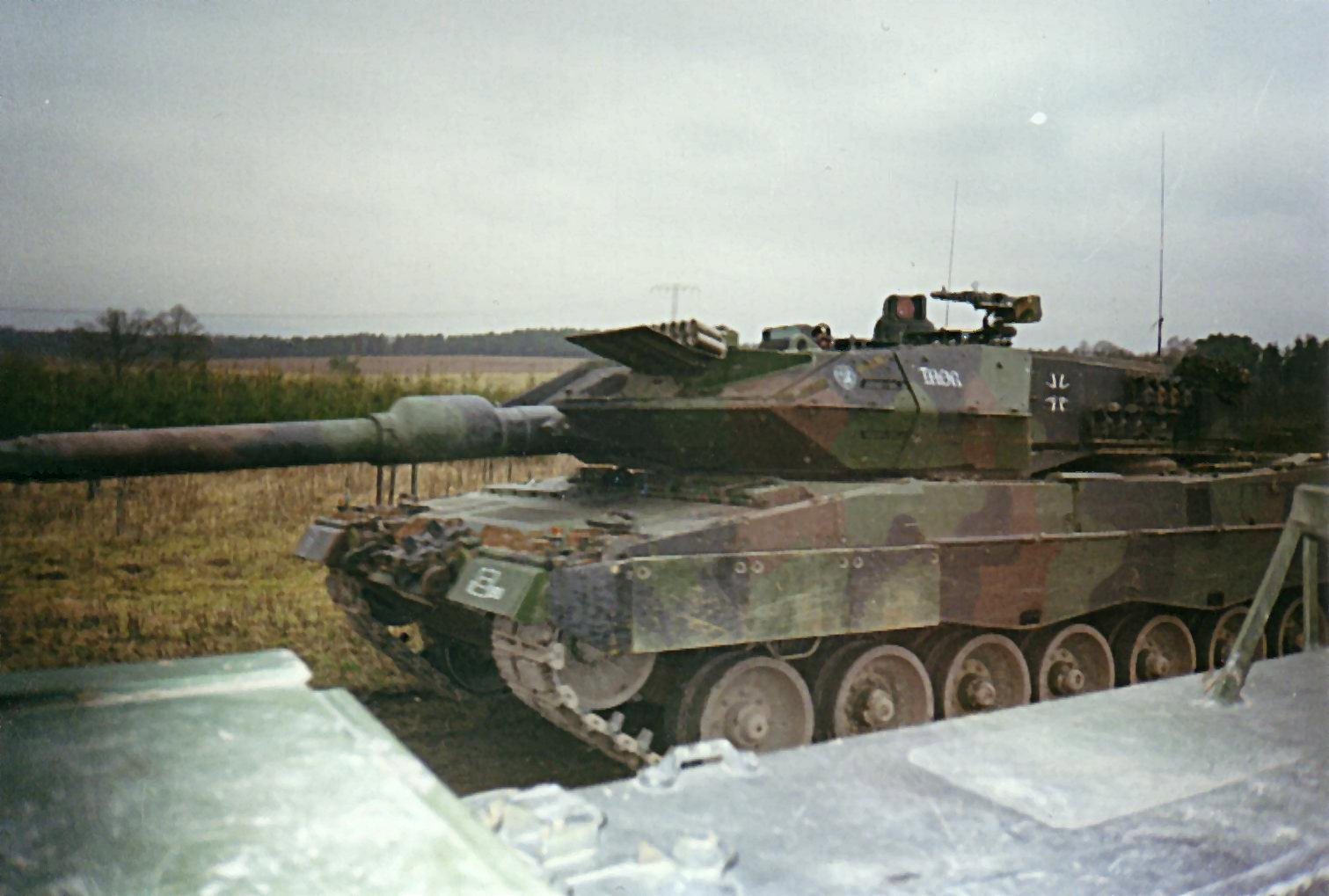
德國豹2A5坦克上的MG3

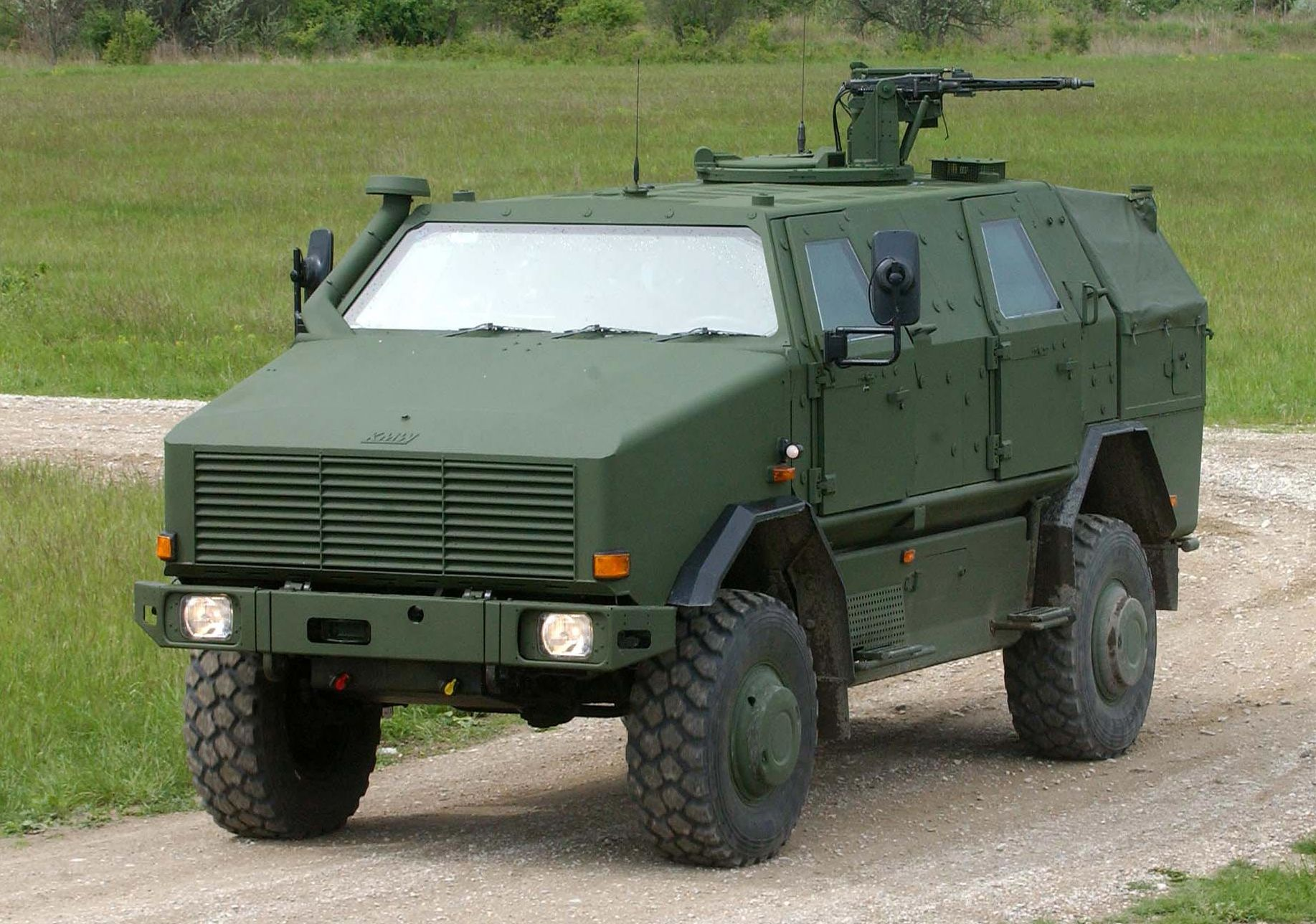
ATF Dingo軍用貨車上的MG3

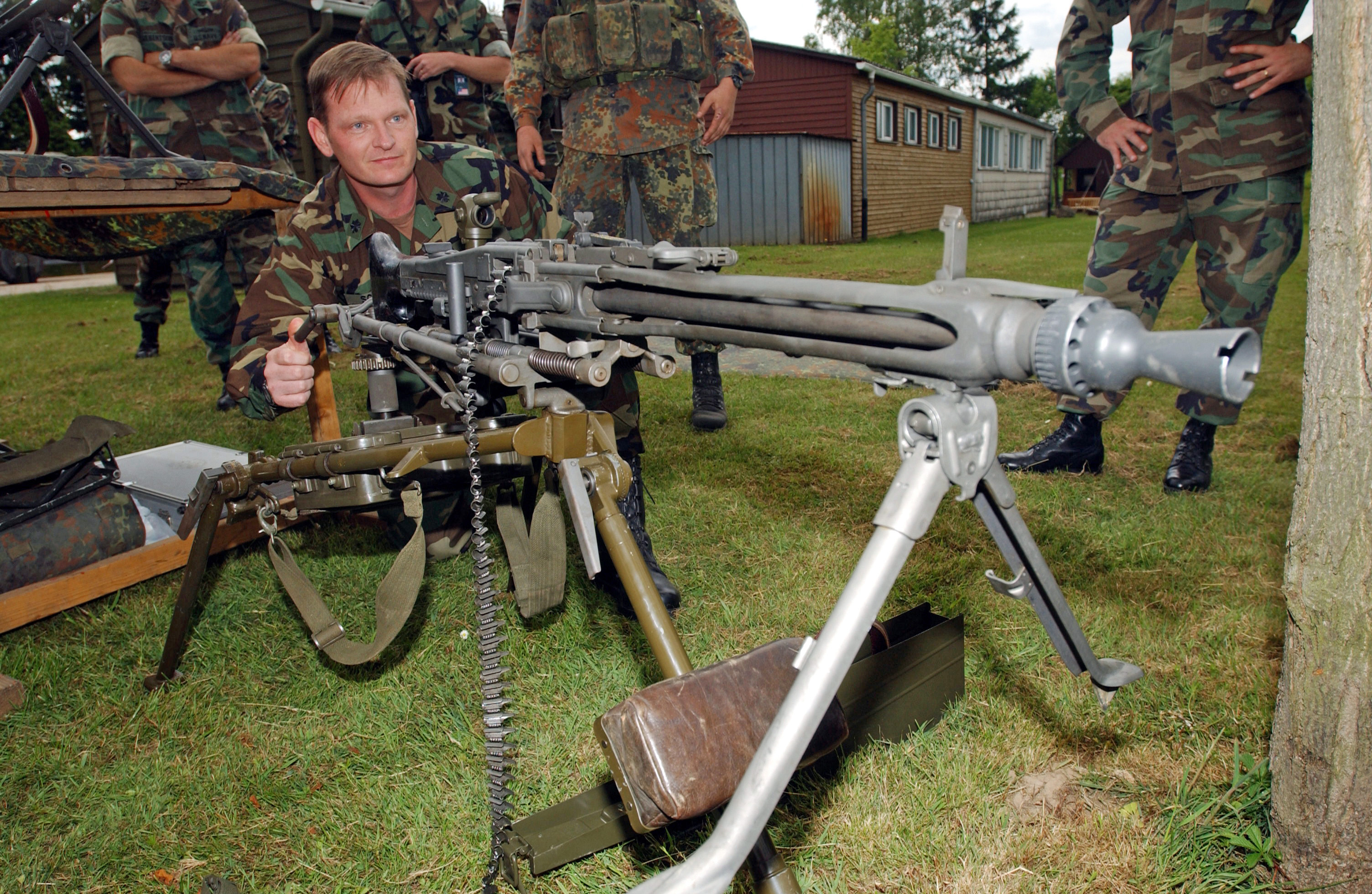
加裝Feldlafette三腳架的MG3

- MG1：萊茵金屬生產的7.62×51 NATO口徑型MG42
- MG1A1（MG42/58）：與MG1相似，但瞄準具修改以對應7.62×51 NATO子彈的彈道及改用鍍鉻槍管
- MG1A2（MG42/59）：MG1A1改良型，加大退殼口、改用較重的擊鎚及加入新式環形緩衝器
- MG1A3：MG1A2改良型，加入了槍口制退裝置、改良兩腳架及擊鎚
- MG1A4：MG1改良型，為車用固定版本
- MG1A5：MG1A3改良型，以MG1A3改為MG1A4的版本
- MG2：以二戰時的MG42直接修改成7.62 NATO口徑
- MG3：MG1A3改良型，正式生產版本，加入防空用照門
- MG3E：MG3減重改良型（約減輕了1.3公斤），亦有參與1970年代後期北約輕武器試驗
- MG3A1：MG3改良型，為車用固定版本
- MG14z：[5][6].
- MG3 KWS：於2014年，HK MG5全面取代MG3時，所推出的戰術套件

## 現役

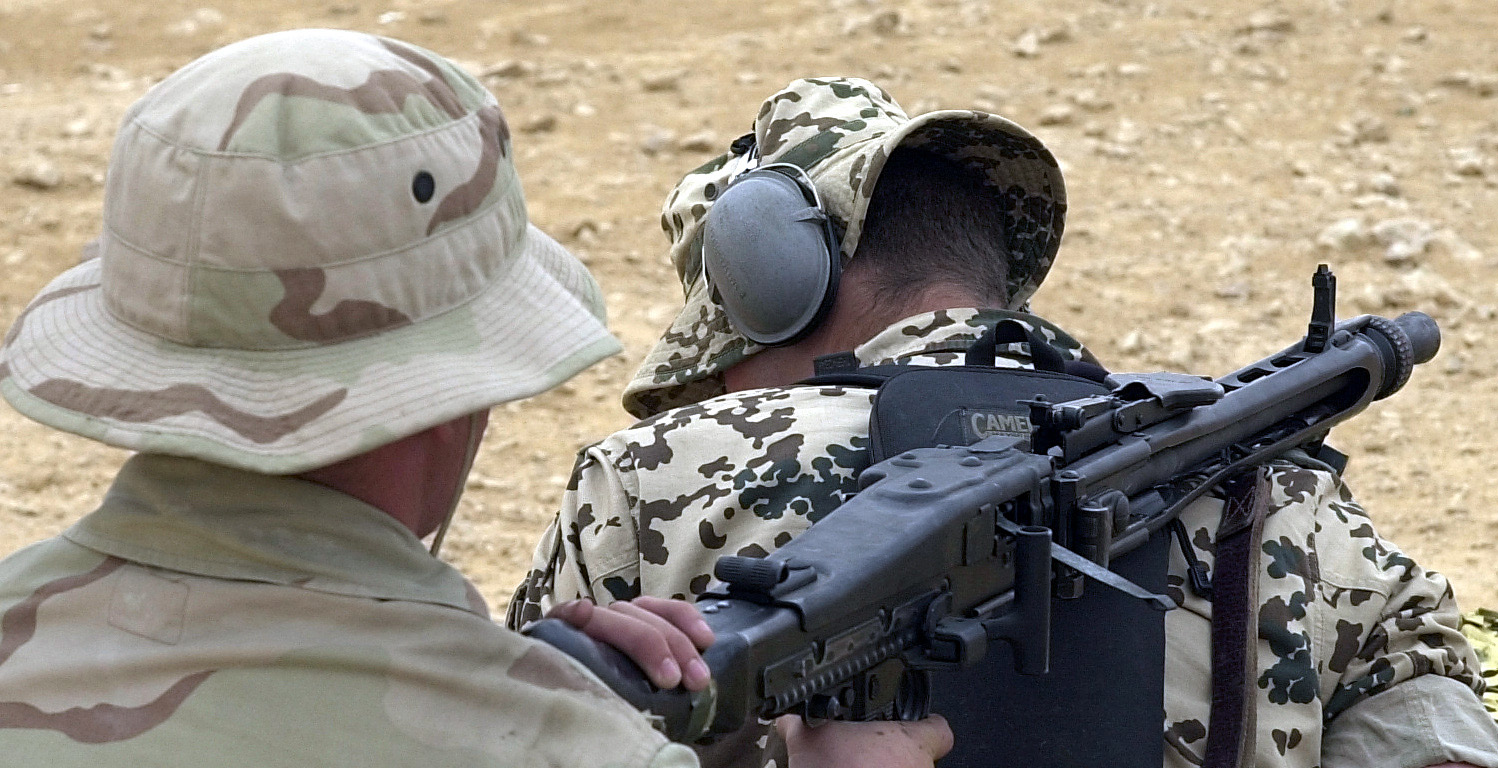
美軍士兵試射MG3

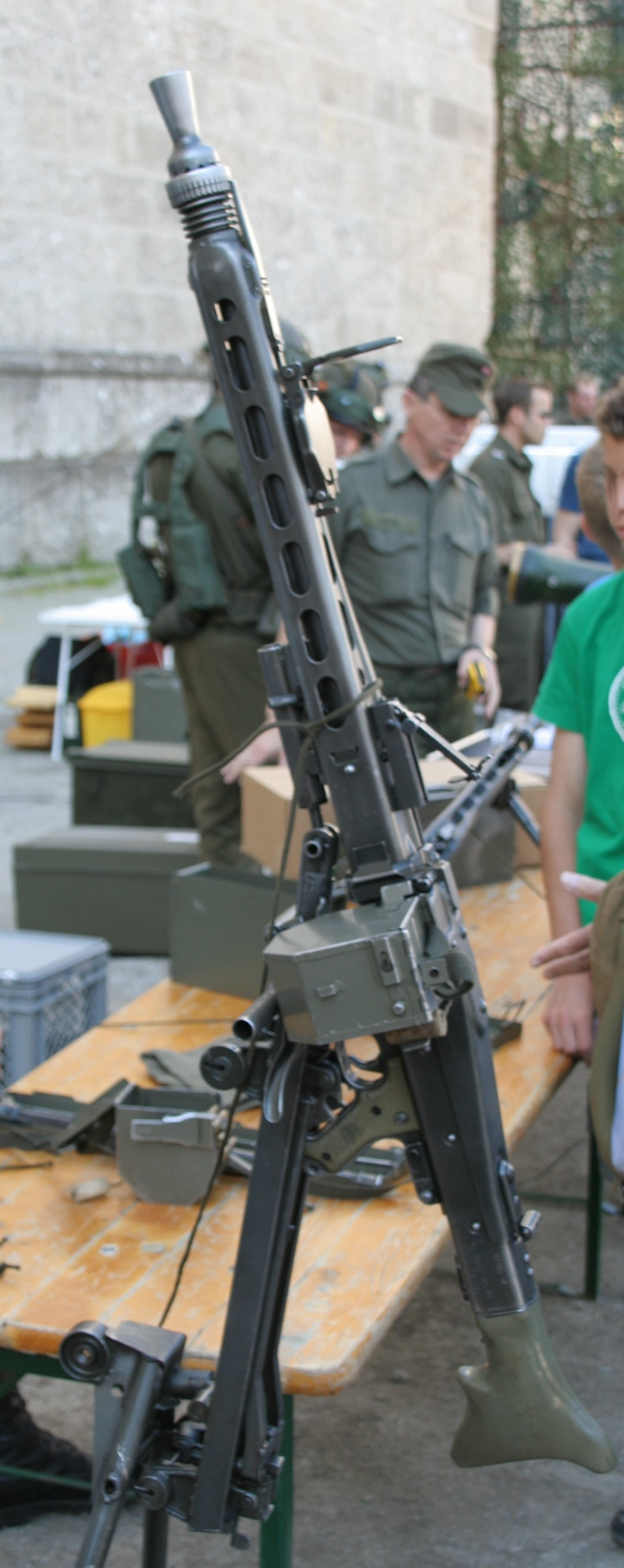
MG74，MG3的奧地利版本

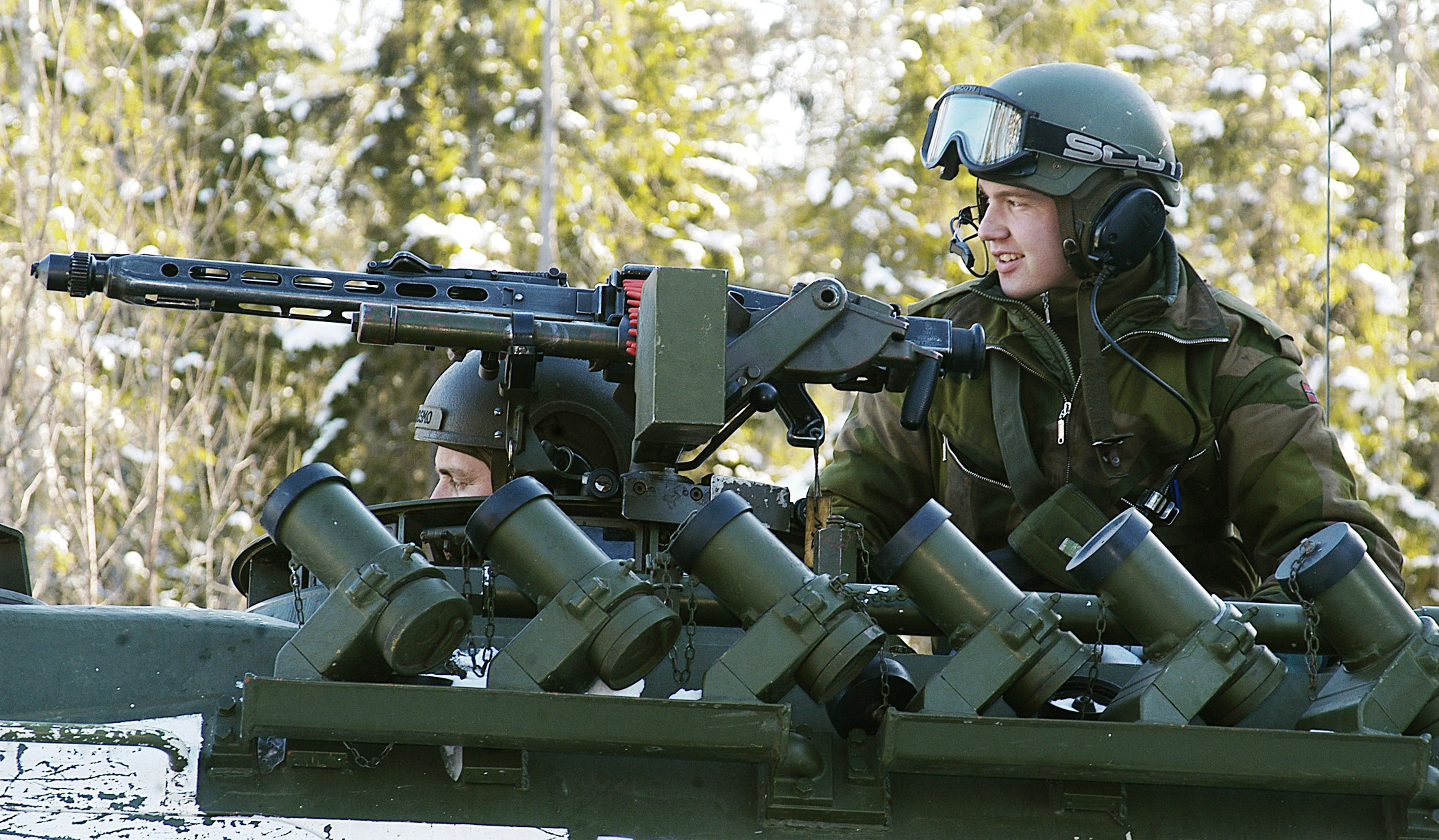
挪威國防軍的MG3

MG3至今仍然是現代德國部隊裝甲戰鬥車輛及其他軍用車輛的主要副武器，如豹2型坦克、PzH2000自行榴彈砲、貂鼠式步兵戰車、ATF Dingo及LKW 2to等，亦是步兵的班／排用機槍。然而在2013年德軍已決定以MG5取代MG3。

### 使用國
北約：
- 阿爾巴尼亞[7]
- 加拿大
- 克羅地亞
- 丹麥—即將被M60E6所取代。
- 愛沙尼亞
- 芬蘭－命名為KK MG3，用於豹2型坦克及NH90直升機。
- 法國
- 德國—將被MG5（HK121）所取代。
- 希臘－由EAS合法授權生產。
- 冰島
- 意大利－由貝瑞塔合法授權生產（MG42/59），部件由Motofides-Whitehead及法蘭基（Franchi）制造。
- 拉脫維亞
- 立陶宛[8]
- 挪威
- 波蘭－用於豹2型坦克。
- 葡萄牙－命名為M960。
- 斯洛文尼亞
- 西班牙－由通用動力聖塔芭芭拉分公司（Santa Bárbara Sistemas）合法授權生產。
- 瑞典－名為Ksp 94，用於豹2型坦克上。
- 土耳其－1974年起由MKEK合法授權生產。

非北約：
- 阿根廷
- 澳大利亞－用於豹1型坦克。
- 奧地利－本土生產，命名為MG74。
- 阿塞拜疆—採用土耳其仿製版本。
- 孟加拉
- 波斯尼亞和黑塞哥維那
- 巴西－用於豹1型坦克。
- 佛得角
- 智利
- 哥倫比亞
- 塞普勒斯
- 加納
- 伊朗－由伊朗國防工業組織（DIO）合法授權生產，命名為MGA3。
- 伊拉克库尔德斯坦
- 利比亞
- 馬爾他－採用義大利製的MG42/59。
- 墨西哥－由SEDENA合法授權生產。
- 摩洛哥－使用奧地利製MG74。
- 緬甸－由Ka Pa Sa合法授權生產，命名為MA15。
- 北馬其頓共和國
- 北塞浦路斯
- 巴基斯坦－由巴基斯坦軍械廠（POF）合法授權生產。
- 聖多美和普林西比
- 沙烏地阿拉伯
- 塞爾維亞
- 新加坡
- 索馬里
- 蘇丹－由軍事工業公司合法授權生產，命名為Karar。
- 瑞士－當地生產，命名為MG-710。
- 泰國－用於V-150裝甲運兵車。
- 多哥
- 烏克蘭—俄羅斯入侵烏克蘭期間分別獲義大利和德國軍援MG42/59及MG3[9]。
- 烏拉圭

## 登場作品

### 電子遊戲
- 2001年—《火線獵殺》：由支援兵職階所使用。
- 2005年—《真實計劃》：攜行版由德國聯邦國防軍機槍兵及中東聯盟自動步槍手和機槍兵職階所使用。固定版安裝在德國聯邦國防軍和加拿大軍隊的豹2型坦克和防守據點上。
- 2007年—《戰地之王》
- 2007年—《絕對武力Online》：以200發彈箱供彈，第一人稱視角中玩家角色裝備該槍時會以兩腳架充當前握把。
- 2008年—《戰地風雲：惡名昭彰》：能夠由支援兵職階使用。
- 2010年—《戰地風雲：惡名昭彰2》：能夠由支援兵職階使用。
- 2015年—《戰術小隊》：由中東軍所使用。
- 2018年—《叛亂：沙漠風暴》：能夠由安全部隊槍手職階所使用。
- 2020年—《絕地求生》：此武器只能在空投补给中获得，支援每分钟660发的低速模式和每分钟990发的高速模式[10]。
- 2021年—《蔚藍檔案》：獅子堂泉的固有武器「Daily Cutlery」原型。

### 輕小說
- 2014年—《刀劍神域外傳Gun Gale Online》：SJ2期間由PM4小隊的Borno所使用。